# Gp120
Оболочечный гликопротеин gp120 — это гликопротеин, расположенный на поверхности оболочки вируса иммунодефицита человека (ВИЧ). Он был открыт профессорами Тан-Хоу Ли и Майроном «Максом» Эссексом из Гарвардской медицинской школы в 1984 году. Число 120 в его названии обусловлено молекулярной массой примерно 120 кДа. Gp120 необходим для проникновения вируса в клетки, поскольку играет важную роль в прикреплении к специфическим рецепторам на поверхности клеток. К этим рецепторам относятся DC-SIGN, гепарансульфатный протеогликан и, особенно, CD4-рецептор, который встречается преимущественно на Т-хелперах. Связывание gp120 с CD4 вызывает ряд конформационных изменений в gp120 и gp41, что приводит к слиянию вирусной и клеточной мембран. В основном связывание с CD4 происходит за счет электростатических взаимодействий, хотя также участвуют ван-дер-ваальсовы силы и водородные связи.